# Vicht-Breinigerberg
Vicht-Breinigerberg ist mit 28 Einwohnern (Stand: 2017) der mit Abstand kleinste Stadtteil von Stolberg (Rhld.) in der Städteregion Aachen in Nordrhein-Westfalen. Er liegt an der Kreuzung der L 12 mit der L 238 im Dreieck Vicht / Breinigerberg / Mausbach im Tal des Vichtbaches.
Die nächsten Anschlussstellen sind „Aachen-Brand“ auf der A 44 und „Eschweiler West“ auf der A 4.
Die AVV-Buslinien 1, 8, 15, 42 und 61 der ASEAG verbinden Vicht-Breinigerberg ab der Haltestelle Nachtigällchen mit Vicht, Zweifall, Mausbach, Gressenich, Stolberg-Mitte, Roetgen, Eschweiler und Aachen.
| Linie | Verlauf |
| ----- | --- |
| 1     | Uniklinik – Westbahnhof – Ponttor – Aachen Bushof – Ludwig Forum – Talbot – Haaren – Verlautenheide – Atsch – Stolberg Mühlener Bf – Stolberg Altstadt – Binsfeldhammer – Bernardshammer – Vicht – Fleuth – Mausbach – Diepenlinchen – Werth – Gressenich – Schevenhütte                   |
| 8     | Zweifall – Münsterau – Vicht – Bernardshammer – Binsfeldhammer – Stolberg Altstadt – Stolberg Mühlener Bf – Velau – Steinfurt – Siedlung Waldschule – Pumpe-Stich – Röthgen – Talbahnhof/Raiffeisenplatz – Krankenhaus – Eschweiler Bushof                                                 |
| 15    | Elisenbrunnen – Aachen Bushof – Kaiserplatz – Josefskirche – Bf Rothe Erde – Forst – Brand – Krauthausen – Dorff – Breinig (– Breinigerberg – Vicht – Fleuth – Mausbach – Diepenlinchen)                                                                                                   |
| 42    | (Schevenhütte →) Gressenich Kapelle – Krewinkel – Mausbach – Fleuth – / (Zweifall – Münsterau –) Vicht – Breinigerberg – Breinig – Dorff – Büsbach – Liester – Münsterbusch – Zinkhütter Hof – Stolberg Mühlener Bf – (Velau – Stolberg Hbf) / (Birkengang – Stolberg Hans-Böckler-Straße) |
| 61    | Stolberg Mühlener Bf – Stolberg Altstadt – Binsfeldhammer – Bernardshammer – Breinigerberg – Breinig – Venwegen Abzweigung – Rott Königsberger Straße – Rott – Dreilägerbachtalsperre – Roetgen Post                                                                                       |